# Spazio sequenziale
In topologia, uno spazio sequenziale è uno spazio topologico che soddisfa un assioma di numerabilità piuttosto debole. Gli spazi sequenziali costituiscono la più generale classe di spazi topologici per la quale le successioni di punti caratterizzano completamente la topologia.

## Definizioni
Uno spazio topologico X si dice spazio sequenziale quando un insieme {\displaystyle A\subset X} è chiuso se e solo se per ogni successione in A che converge in X, il suo limite appartiene ad A.
Sia X uno spazio topologico.
- Un sottoinsieme U di X si dice sequenzialmente aperto, o aperto per successioni, se ogni successione (xn) di punti di X convergente ad un punto di U è definitivamente in U (cioè esiste almeno un intero positivo N tale che xn appartiene ad U per ogni n ≥ N.)
- Un sottoinsieme A di X si dice sequenzialmente chiuso, o chiuso per successioni, se, per ogni successione (xn) in A che converge a {\displaystyle x\in X}, allora x appartiene ad A.

Il complemento di un insieme sequenzialmente aperto è un insieme sequenzialmente chiuso, e viceversa.
Si dimostra che ogni sottoinsieme aperto di X è sequenzialmente aperto e che ogni sottoinsieme chiuso di X è sequenzialmente chiuso. In generale, queste proposizioni non ammettono l'inverso.
In modo equivalente, uno spazio sequenziale è uno spazio topologico X che soddisfa una delle seguenti condizioni equivalenti:
- Ogni sottoinsieme sequenzialmente aperto di X è aperto.
- Ogni sottoinsieme sequenzialmente chiuso di X è chiuso.